# 克拉亞科查湖
13°09′29″S 72°03′47″W / 13.15806°S 72.06306°W

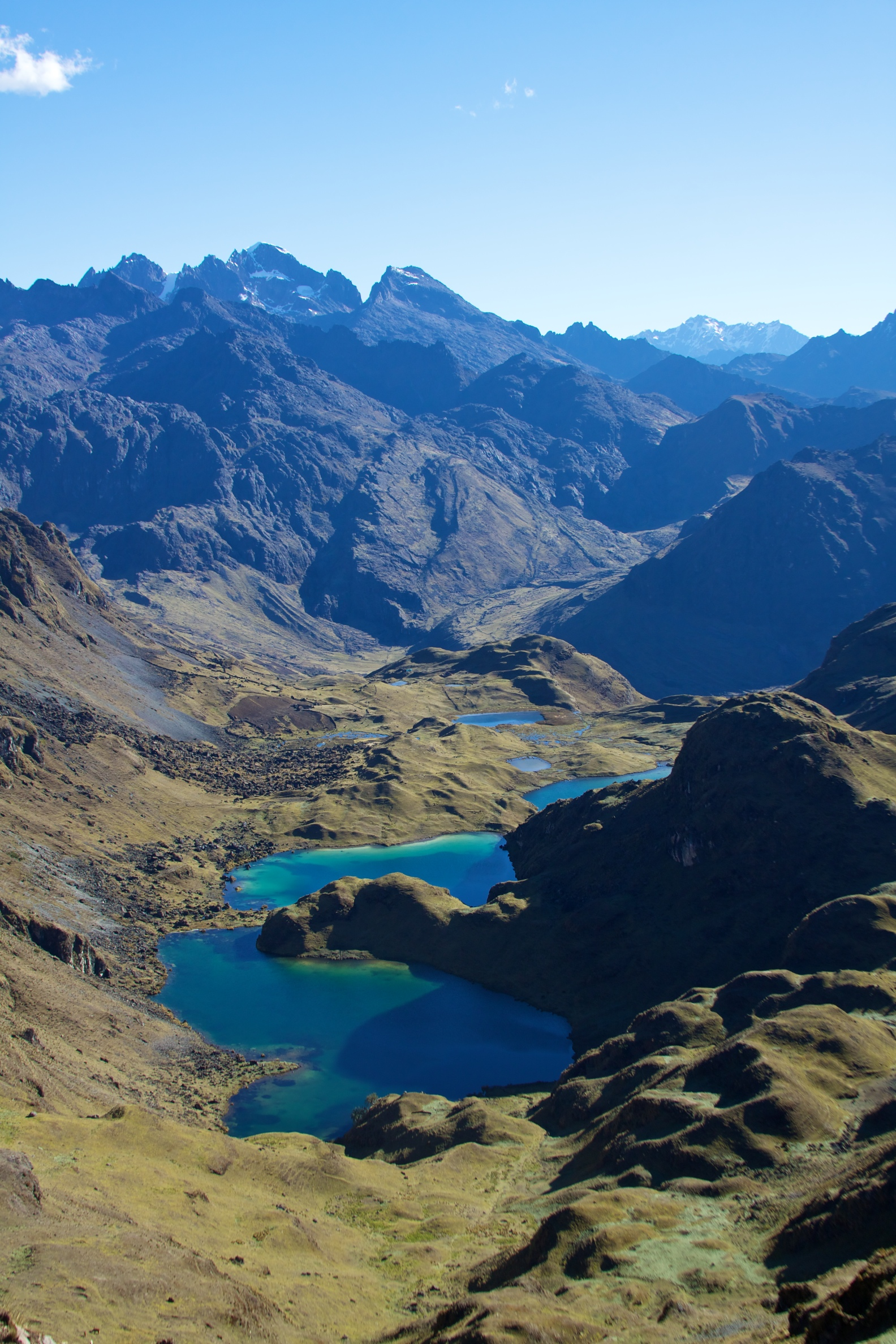

克拉亞科查湖（Quellacocha），是秘魯的湖泊，位於該國南部庫斯科大區，處於奇孔山和西里瓦尼山以北的烏魯潘帕山脈地區，海拔高度4,170米。